# Cobalt(II)-nitrat
Cobaltnitrat ist ein Salz der Salpetersäure, gebildet aus dem Cobaltkation und dem Nitratanion. Das braunrote und hygroskopische Salz liegt in der Regel als Hexahydrat vor und bildet monokline Kristalle, die in Wasser, Ethanol und anderen organischen Lösemitteln gut löslich sind.
Oberhalb von 55 °C geht das Hexahydrat unter Wasserabgabe schnell in das Trihydrat über. Bekannt ist auch ein Monohydrat, das kristallwasserfreie Salz ist blassrot und von pulvriger Konsistenz.

## Verwendung

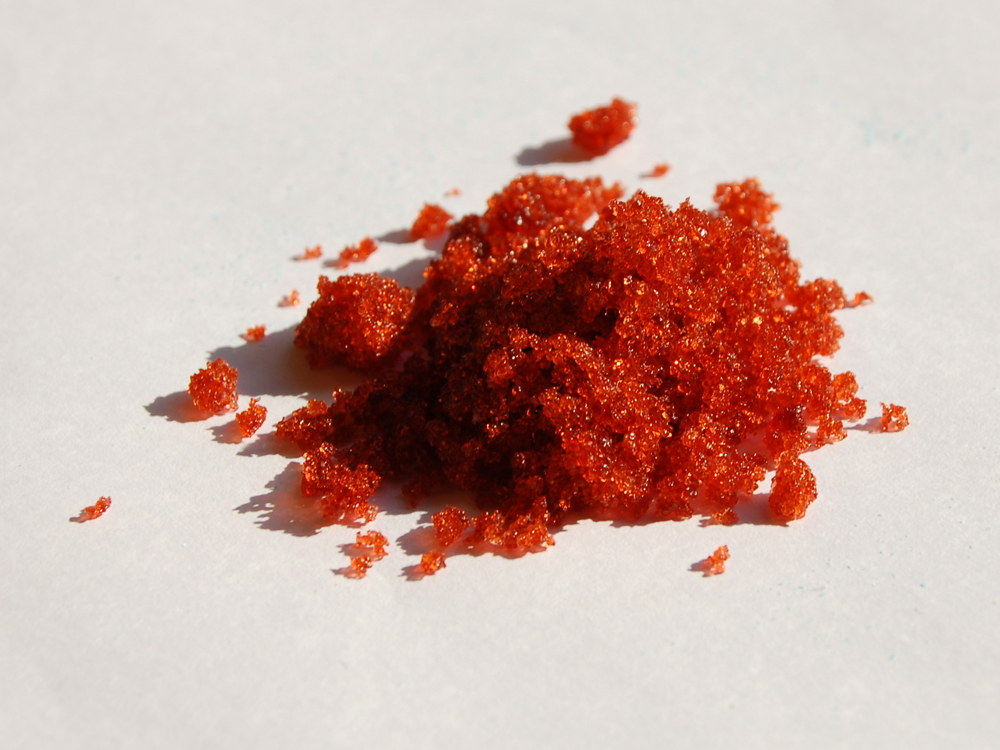
Probe: Cobalt(II)-nitrat-hexahydrat

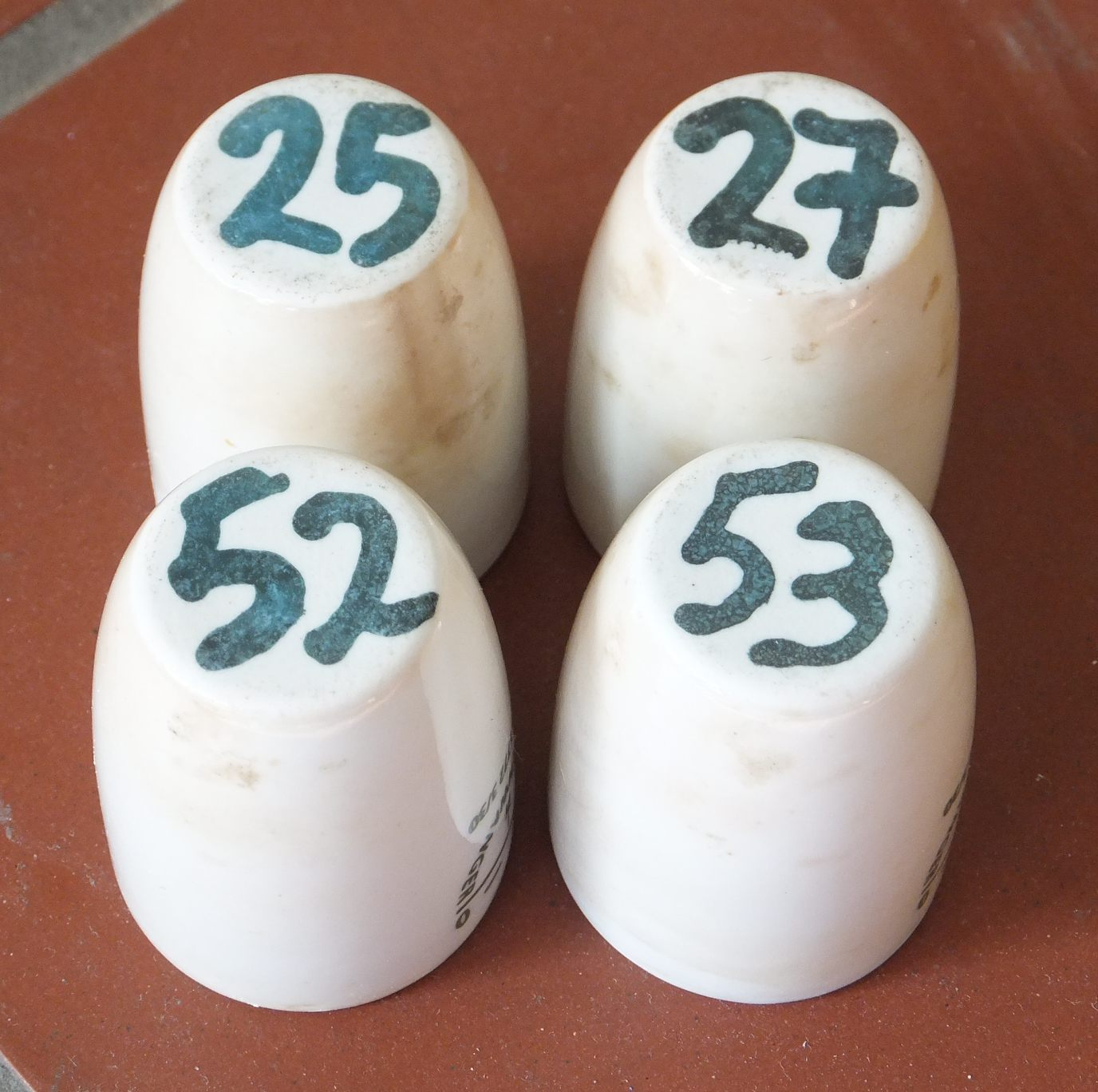
Mit Kobaltnitrat beschriftete Tiegel

Es wird in der klassischen anorganischen analytischen Chemie zum qualitativen Nachweis von Zink als Rinmans Grün (ZnCo2O4) und Aluminium als Thénards Blau (CoAl2O4) auf der Magnesiarinne verwendet. Es kann auch als Reagenz in der Zwikker-Reaktion zum Nachweis NH-azider Verbindungen zum Einsatz kommen.
Es dient außerdem zur Herstellung von hochreinem Cobalt und wird als Buntpigment für Keramiken verwendet.
Des Weiteren werden Lösungen davon dazu verwendet, Porzellantiegel dauerhaft zu beschriften.

## Darstellung
Cobalt(II)-nitrat wird durch Auflösen von Cobalt, Cobalt(II)-oxid oder Cobalt(II)-carbonat in verdünnter Salpetersäure hergestellt.
{\displaystyle \mathrm {CoCO_{3}+2\ HNO_{3}+6\ H_{2}O\longrightarrow Co(NO_{3})_{2}\cdot 6\ H_{2}O+H_{2}O+CO_{2}\uparrow } }

## Eigenschaften
Cobalt(II)-nitrat kristallisiert in Abhängigkeit vom Kristallwassergehalt in verschiedenen Kristallstrukturen, deren Eigenschaften in untenstehender Tabelle angeführt sind. Das Hexahydrat geht bei 106 °C in das Dihydrat über.
| Gitterparameter der verschiedenen Modifikationen von Cobalt(II)-nitrat |                |                            |       |       |       |         |    |
| Formel                                                                 | Kristallsystem | Raumgruppe                 | a / Å | b / Å | c / Å | β       | Z  |
| Co(NO3)2 · 6 H2O                                                       | monoklin       | C2/c (Nr. 15)              | 14,29 | 6,14  | 12,66 | 112,79° | 4  |
| Co(NO3)2 · 2 H2O                                                       | monoklin       | P21/n (Nr. 14, Stellung 2) | 6,019 | 8,629 | 5,729 | 92,65°  | 2  |
| Co(NO3)2                                                               | trigonal       | R3 (Nr. 148)               | 10,50 | –     | 12,84 |         | 12 |

## Toxikologie
Cobalt(II)-nitrat ist krebserzeugend und erbgutverändernd und steht außerdem unter dem Verdacht, fruchtschädigend zu sein.